# Parque de la Victoria (Riga)
El Parque de la Victoria (en letón: Uzvaras parks) es un parque de Riga, la capital de Letonia. Se encuentra en la orilla izquierda del río Daugava, en el distrito de Āgenskalns. En la actualidad, el parque tiene una superficie de 36,7 ha.

## Historia
El parque, inicialmente denominado Parque Petrovski (en ruso: Петровский парк, en letón: Pētera parks), fue diseñado con un estilo paisajístico en 1909 en vísperas de la celebración a gran escala del bicentenario de la anexión de Riga al Imperio ruso. Entonces, el 4 de julio de 1710, las tropas del mariscal de campo ruso Borís Petróvich Sheremétev, después de unos ocho meses de asedio, capturaron Riga, capital del territorio sueco de Livonia. La ceremonia oficial de inauguración del parque tuvo lugar a mediados de 1910 en presencia del zar Nicolás II y del alcalde de Riga George Armitstead.
En 1923, el parque fue rebautizado como Parque de la Victoria en honor a la victoria en 1919 contra el Ejército de Voluntarios de Rusia Occidental bajo el mando del coronel Pável Bermondt-Avalov durante la guerra de independencia de Letonia.
Antes de la Segunda Guerra Mundial, se llevó a cabo una reconstrucción del parque con el objetivo de crear un nuevo centro de ocio socialmente significativo para la población de la capital letona. Durante la ocupación soviética, el Ayuntamiento de Riga decidió renombrar el parque en honor al XXII Congreso del PCUS, celebrado en 1961. En 1985, se inauguró el Monumento a los Libertadores de la Letonia y Riga Soviética y de los invasores fascistas alemanes, y entonces se volvió a renombrar el parque como Parque de la Victoria.
En 1991, Letonia obtuvo su independencia poco antes de la disolución de la Unión Soviética. En 2022, debido a la invasión rusa de Ucrania, se deterioraron las relaciones entre Letonia y Rusia. En agosto del mismo año, la policía acordonó el monumento con la intención de desmantelarlo.